# عمارت (خدا أفرين)
عمارت هي قرية في مقاطعة خدا أفرين، إيران. عدد سكان هذه القرية هو 151 في سنة 2006.